# Barbus neefi
Barbus neefi és una espècie de peix cipriniforme de la família dels ciprínids.

## Morfologia
Els mascles poden assolir els 7 cm de longitud total.

## Distribució geogràfica
Es troba a la Província de Transvaal (Sud-àfrica), Zàmbia i República Democràtica del Congo.